# Charlevoix (Michigan)
Charlevoix település az Amerikai Egyesült Államok Michigan államában, Charlevoix megyében, melynek megyeszékhelye is. Lakosainak száma 2348 fő (2020. április 1.).

## Népesség
A település népességének változása:

| 2010 | 2 513 |
| 2020 | 2 348 |